# Udo de Neustria
Udo (sau Odo), (n. secolul al IX-lea d.Hr.) a fost un nobil din Francia răsăriteană din secolul al IX-lea, care a domnit în Neustria.
Udo era contelui Gebhard de Lahngau și frate mai mare al lui Berengar I de Neustria. El și fratele său au primit poziții importante în Marca de Neustria atât ca urmare a relației de rudenie cu seneșalul Adalard cît și favorurilor din partea regelui Carol cel Pleșuv.
Alături de frații săi, Berengar și abatele Waldo de Sfântul Maximin din Trier, Odo a luat parte la revolta din 861 a lui Carloman de Bavaria, care este posibil să fi fost vărul său prin alianță matrimonială, împotriva regelui Ludovic Germanul. Revolta a fost zdrobită, iar cei trei frați au fost nevoiți să caue refugiu, alături de ruda lor Adalard, la curtea regelui din Francia occidentală, Carol cel Pleșuv, care le-a acordat custodia asupra marșului desfășurat împotriva vikingilor, în timp ce marșul împotriva britonilor i-a fost acordat lui Robert cel Puternic.
Sprijinul acordat familiei de către regele Carol a provocat invidia unei alte familii, Rorgonizii, cea mai puternică la acea vreme din Neustria, care controla ducatus Cenomannicus (Maine). În 865, membrii acestei familii s-au aliat cu regele Salomon al Bretaniei atacându-i pe frații Udo, Berengar și Waldo. Regele Carol, pentru a menține pacea, a revenit asupra măsurilor anterioare și a acordat conducerea campaniei antivikinge lui Gauzfrid, conte de Maine și membru al familiei Rorgonizilor.
Un hrisov din 879 îl menționează pe Udo și pe frații săi ca participând la întemeierea colegiului din Gemünden. Evident, moartea regelui Ludovic din Francia răsăriteană din 876 le permisese să revină la curtea lui Carloman.
Udo a avut un fiu, Conrad de Thuringia, devenit duce de Thuringia și fondator al dinastiei Conradinilor, ca și tată al regelui Conrad I al Germaniei. Un fiu mai tânăr, Rudolf, a devenit episcop de Würzburg.